# Anisonyches
Famille
Genre
Anisonyches, unique représentant de la famille des Anisonychidae, est un genre de tardigrades. 

## Liste des espèces
Selon GBIF (26 août 2024) :
- Anisonyches deliquus Chang & Rho, 1998

- Anisonyches diakidius Pollock, 1975

- Anisonyches eleutherensis Bartels, Fontoura & Nelson, 2018

- Anisonyches mauritianus de Zio Grimaldi, M.Gallo D'Addabbo, Morone De Lucia & Daddabbo, 1988

## Publications originales
- (en) Nadja Møbjerg, Aslak Jørgensen et Reinhardt Møbjerg Kristensen, « Ongoing revision of Echiniscoididae (Heterotardigrada: Echiniscoidea), with the description of a new interstitial species and genus with unique anal structures », Zoological Journal of the Linnean Society, Linnean Society of London et OUP, vol. 188, no 3,‎ 18 novembre 2019, p. 663-680 (ISSN 1096-3642 et 0024-4082, OCLC 01799617, DOI 10.1093/ZOOLINNEAN/ZLZ122, lire en ligne).
- (en) L. W. Pollock, « Observations on marine Heterotardigrada, including a new genus from the western Atlantic Ocean », Cahiers de biologie marine, vol. 16,‎ 1975, p. 121-132 (ISSN 0007-9723 et 2262-3094, OCLC 1538032 et 812538577, DOI 10.21411/CBM.A.71EAFF65, lire en ligne).